# Fred Lester (cầu thủ bóng đá, sinh năm 1911)
Frederick Charles Lester (20 tháng 2 năm 1911 - 28 tháng 7 năm 1974) là một cầu thủ bóng đá người Anh who thi đấu cho Gillingham và Sheffield Wednesday. Ông có hơn 200 lần ra sân ở Football League cho đội bóng đầu tiên.